# V2Ray
V2Ray — инструмент в рамках Project V, разработанный Викторией Рэймонд и её командой сообщества. Project V — это набор инструментов, которые, как утверждается, могут помочь пользователям создать собственную базовую коммуникационную сеть. Основной инструмент Project V называется V2Ray, который в основном отвечает за реализацию сетевых протоколов и функций и взаимодействует с другими Project V. V2Ray можно запускать отдельно или в сочетании с другими инструментами, чтобы обеспечить простой рабочий процесс. В процессе разработки в основном используется язык Go, а ядро использует лицензию MIT и открытый исходный код.
В материковом Китае этот инструмент широко используется для обхода Великого брандмауэра и доступа к заблокированному контенту.

## Принципы работы
Принцип работы V2Ray в основном такой же, как и у других прокси-инструментов, с использованием определённого транзитного сервера для завершения передачи данных. Например, пользователь не может получить прямой доступ к веб-сайтам, таким как Google и YouTube, но прокси-сервер может получить к нему доступ, и пользователь может напрямую подключиться к прокси-серверу, затем пользователь может подключиться к прокси-серверу через специальное программное обеспечение, а затем прокси-сервер получает содержимое веб-сайта и отправляет его обратно пользователю, чтобы добиться эффекта прокси-доступа в Интернет. Программное обеспечение сервера и клиента потребует пароль и метод шифрования, и соединение может быть успешным только после согласия обеих сторон (протокол VMess может адаптироваться к методу шифрования, принятому клиентом). После подключения к серверу клиент строит локальный Socks5- прокси (или VPN, прозрачный прокси и т. п.). При просмотре сети клиент собирает сетевой трафик через этот прокси-сервер Socks5 (или другой формы), а затем отправляет его на сторону сервера с запутанным шифрованием, чтобы предотвратить идентификацию и перехват сетевого трафика, и наоборот. V2Ray позиционируется как платформа, любой разработчик может использовать модули, предоставляемые V2Ray, для разработки нового агентского ПО.

## Основные характеристики
- Многократный вход и множественный выход: процесс V2Ray может одновременно поддерживать несколько входящих и исходящих протоколов, и каждый протокол может работать независимо.
- Настраиваемая маршрутизация: входящий трафик может отправляться с разных выходов в соответствии с настройками. Легко перенаправляйте трафик по регионам или доменным именам для оптимальной производительности сети.
- Поддержка нескольких протоколов: V2Ray может одновременно поддерживать несколько протоколов, включая Socks, HTTP, Shadowsocks, VMess, Trojan, VLESS и другие. Транспортный носитель может быть установлен индивидуально для каждого протокола, такого как TCP, mKCP и WebSocket.
- Маскировка: узлы V2Ray могут маскироваться под обычный веб-сайт (HTTP, HTTPS, QUIC), делая трафик не отличимым от обычного веб-трафика, чтобы избежать вмешательства третьих лиц.
- Обратный прокси-сервер: поддержка универсального обратного прокси-сервера, который может обеспечить проникновение в интрасеть.
- Мультиплатформенная поддержка: встроенная поддержка всех распространенных платформ, таких как iOS, Android, Windows, macOS и Linux, а также сторонняя поддержка мобильных платформ.

## Связанные события

### Патент
25 марта 2019 года профессор Луо Линьлинь из Пекинского технологического института и два студента, Ван Шуйпэн и Пань Лиминь, подали заявку на патент под названием «Метод идентификации трафика V2ray на основе сети с долговременной кратковременной памятью».
Команда проекта V2Ray заявила, что патент не гарантирует достоверность метода, а патент защищает только сам метод. Во-вторых, есть некоторые проблемы с описанием патента:
1. В патенте упоминается: «Серверу V2ray и клиенту необходимо заранее обмениваться ключами для каждой связи, поэтому пакеты данных, которые являются более продвинутыми в каждой связи, имеют важные характеристики». На самом деле в протоколе VMess нет шага «предварительного обмена ключами». Даже если V2Ray используется в сочетании с протоколом, который требует «обмена предварительным ключом», пакеты данных во время «обмена предварительным ключом» не будут иметь характеристики данных V2Ray, поскольку действительные данные ещё не начали отправляться.
2. Патент обозначает V2Ray как V2ray.

### Исчезновение создателя
В феврале 2019 года Виктория Рэймонд, основательница проекта V2Ray, внезапно исчезла, а вместе с ней — и её Twitter, Telegram и Zhihu.
2 августа 2019 года в Telegram-канале оригинального автора Виктории Рэймонд появилась запись: «Учетная запись пользователя, создавшего этот канал, неактивна в течение последних 5 месяцев. Если она останется неактивной в течение следующих 30 дней, учётная запись будет автоматически уничтожена, и у канала больше не будет создателя.»
Учётная запись Github исходного автора в последний раз была обновлена в ноябре 2019 года.

## Статьи
- Как работает V2Ray.